# Claudio Reyna
Claudio Reyna (født 20. juli 1973 i Livingston, New Jersey, USA) er en tidligere amerikansk fodboldspiller, der som midtbanespiller på det amerikanske landshold nåede at spille 112 landskampe. Han havde desuden på klubplan en lang karriere i europæiske ligaer, med ophold i blandt andet skotske Rangers F.C. og engelske Manchester City.

## Klubkarriere
Reyna startede sin seniorkarriere i 1994 hos den tyske Bundesliga-klub Bayer Leverkusen. Her var han på kontrakt i tre sæsoner, hvorefter han i 1997 blev udlejet til ligarivalerne VfL Wolfsburg. Efter halvanden sæson på lejebasis solgte Leverkusen ham i starten af 1999 til den skotske Premier League-klub Rangers F.C.
Opholdet i Rangers blev en stor succes for Reyna, der i Glasgow-klubben var med til at blive skotsk mester i både 1999 og 2000. Begge år blev mesterskaberne fulgt op med sejr i FA Cuppen. I 2001 blev han dog solgt til engelske Sunderland A.F.C., hvor han dog på grund af skader kun spillede 28 kampe i sine to sæsoner hos klubben.
Fra 2003 til 2007 var Reyna på kontrakt i Manchester City, inden han rejste hjem til USA og Red Bull New York. Her spillede han sin sidste sæson inden han stoppede karrieren i 2008.

## Landshold
Reyna nåede gennem karrieren at spille hele 112 kampe og score otte mål for USA's landshold, som han i en årrække desuden var anfører for. Han debuterede for sit land den 15. januar 1994 i en venskabskamp mod Norge, og deltog efterfølgende ved både VM i 1994, VM i 1998, VM i 2002 og VM i 2006. Han var desuden med til to OL-turneringer, 1992 i Barcelona og 1996 i Atlanta.

## Titler
Skotsk Premier League
- 1999 og 2000 med Rangers F.C.

Skotsk FA Cup
- 1999 og 2000 med Rangers F.C.